# Tia Baptista
Baptista do Céu Custódia, popularmente conhecida como Tia Baptista, era filha de Gaspar Cabral e de Maria Lopes e nasceu em Gouveia, onde foi baptizada na Igreja de S. Julião a 25 de agosto de 1679. Entrou no Convento de Madre de Deus (atual Igreja Matriz de Vinhó) aos cinco anos, onde as irmãs mais velhas Maria dos Anjos e Catarina da Glória se encontravam em clausura. O irmão Rafael Cabral era padre.
Tomou o hábito aos 22 anos e desempenhou as funções de vigária da casa, pomareira e mestre das noviças. Teria sido eleita abadessa se, para se escusar, não se tivesse coberto de flores, de forma a pensarem que estava louca.  
Ainda em criança foi-lhe dado um boneco com a imagem do Menino Jesus, que passou a cuidar, vestindo-o com roupinhas feitas por ela (chapéu bicorne, casaca, botas e espada à cintura como se fosse um general) e louvando-o em quadras, orações e ladainhas, também por ela escritas, e que passavam a canções quando lhe tocava o pandeiro. O boneco ocupa a posição central da capela com o seu nome na atual igreja.
O nome popular “ Tia Baptista ” foi lhe dado quando, já enferma, pediu às restantes religiosas para lhe chamarem tia porque se se visse diante de Deus queria pedir por todas as sobrinhas. 
Diz-se que a Tia Baptista tinha dons de profecia, pois tudo o que dizia depois viria a acontecer, e há testemunhos dos milagres por ela operados antes e depois da sua morte: cegos que ficaram a ver, mudos que passaram a falar, paralíticos que saíram do convento a andar, doentes terminais que ficaram sanados, entre outros casos não explicáveis à luz da ciência.
Faleceu a 18 de maio de 1767, estando sepultada na Igreja Matriz de Vinhó. Em carta enviada por uma clarissa ao Padre Manuel de S. Jerónimo, da Congregação do Sr. Jesus da Boa Morte de Lisboa, relata-se que esteve em câmara ardente quatro dias, nos quais esteve com semblante alegre e corado e que, contando com oitenta e oito anos de idade não parecia ter mais do que trinta.
A caridade e a misericórdia eram as principais virtudes que a destacavam. O povo e os enfermos que acorreram às grades do convento para suplicar e receber graças e favores da freira santa encontraram no espírito trovadoresco forma de mostrar a sua gratidão a esta serva de Deus.
Hoje, as suas quadras são cantadas em Vinhó no dia de aniversário da sua morte e levadas pelo país e pelo mundo através do cancioneiro do Rancho Folclórico de Vinhó.